# موهان راکش
موهان راکش (انگلیسی: Mohan Rakesh; ۸ ژانویهٔ ۱۹۲۵ – ۳ دسامبر ۱۹۷۲) رمان‌نویس و نمایشنامه‌نویس اهل هند بود. وی یکی از پیشگامان جنبش ادبی نای کاهانی (داستان جدید) در ادبیات هند در دهه ۱۹۵۰ بود. او سهم قابل توجهی در رمان، داستان کوتاه، سفرنامه، نقد، خاطرات و نمایشنامه‌ها در ادبیات هند را دارد.